# Pasaporte japonés
El pasaporte japonés (日本国旅券 Nihonkoku ryoken?) es un documento que se emiten a los ciudadanos japoneses para facilitar los viajes internacionales.

## Historia
Los primeros documentos de viaje para viajar al extranjero por ciudadanos japoneses se introdujeron en 1866, cerca del final del Shogunato Tokugawa. Estos documentos tomaron la forma de una "carta de solicitud" sellada que permitía a los ciudadanos japoneses viajar al extranjero con fines comerciales y educativos. El término "pasaporte" se introdujo formalmente en el idioma japonés en 1878, y en 1900 se introdujeron las primeras regulaciones que rigen el uso de pasaportes japoneses. La forma moderna del pasaporte japonés surgió por primera vez en 1926, y los primeros pasaportes japoneses, legibles por máquina y compatibles con la OACI se introdujeron en 1992.

## Tipos de pasaportes
- Pasaporte ordinario : expedido a ciudadanos japoneses normales. 
  - Los pasaportes ordinarios se emiten en dos períodos de validez diferentes: cinco y diez años. A los ciudadanos japoneses de hasta 19 años solo se les puede emitir un pasaporte de cinco años, mientras que los que tienen 20 años o más pueden elegir un pasaporte de cinco años (azul) o de diez años (rojo) para diferentes tarifas de registro .
- Pasaporte oficial: Emitido a miembros de la Dieta Nacional y servidores públicos .
- Pasaporte diplomático: expedido a miembros de la Familia Imperial, diplomáticos y sus familiares, y funcionarios gubernamentales de alto nivel. 
  - Por convención, el emperador y la emperatriz de Japón no tienen pasaporte.
- Pasaporte de emergencia : emitido por correos diplomáticos japoneses a ciudadanos japoneses con el propósito de viajar urgentemente al extranjero, válido por 1 año a partir de la fecha de emisión.
- Documento de viaje para el regreso a Japón : documento de viaje de un solo uso destinado principalmente a los ciudadanos japoneses para regresar a Japón, presenta una cubierta blanca con el sello del gobierno de Paulownia en Japón . Invalidado inmediatamente después de regresar a Japón.

Todos los pasaportes japoneses emitidos después del 20 de marzo de 2006 son pasaportes biométricos . 
Los pasaportes japoneses tienen el Sello Imperial de Crisantemo de Japón inscrito en el centro de la portada, con los caracteres japoneses leyendo Nipponkoku Ryoken (日本国 旅 券) inscrito arriba en escritura de sello y su traducción al inglés JAPAN PASSPORT en letras latinas debajo del Sello. Los pasaportes ordinarios válidos por cinco años tienen cubiertas azul oscuro, y los válidos por diez años tienen cubiertas de color carmesí. Además, los pasaportes oficiales tienen cubiertas de color verde oscuro, y los pasaportes diplomáticos cuentan con cubiertas de color marrón oscuro. 

### Página de datos
- Foto del titular del pasaporte
- Tipo
- País emisor
- Número de pasaporte
- Apellido
- Nombre de pila
- Nacionalidad
- Fecha de nacimiento
- Sexo
- Domicilio registrado
- Fecha de emisión
- Fecha de expiración
- La autoridad emisora
- Firma del portador

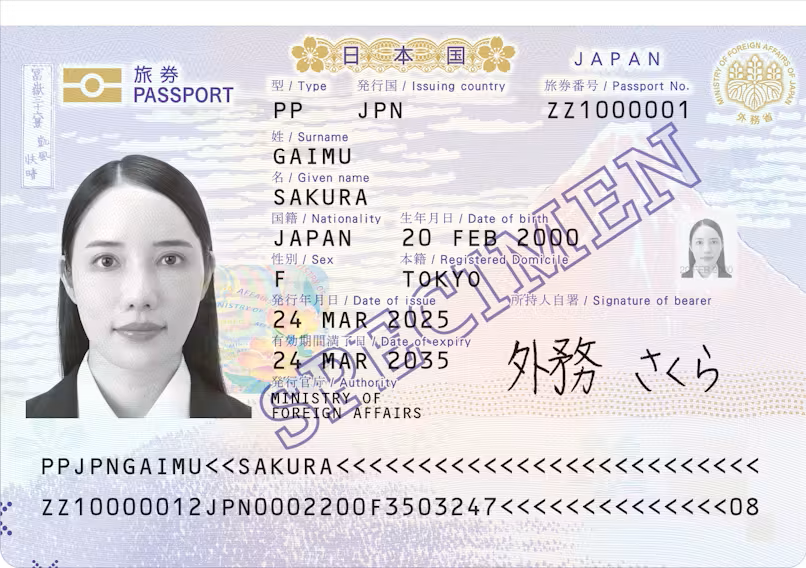
Ficha de datos.

La página de información termina con la Zona legible por máquina.

### Nota del pasaporte
Los pasaportes contienen una nota del país emisor que está dirigida a las autoridades de todos los demás países, identificando al portador como ciudadano de ese país y solicitando que se le permita pasar y ser tratado de acuerdo con las normas internacionales. La nota dentro de los pasaportes japoneses dice: 
En japonés: 
日本 国民 で あ る 本 旅 券 の 所持 人 を 通路 故障 な く 旅行 さ せ 、 か つ 、 同人 に 必要 な 保護 扶助 を 与 え ら れ る よ う 、 関係 の 諸官 に 要 請 す る。
En español:
El Ministro de Relaciones Exteriores de Japón solicita a todos aquellos a quienes les concierne que permitan al portador, un ciudadano japonés, pasar libremente y sin obstáculos y, en caso de necesidad, proporcionarle toda la ayuda y protección posibles.

### Idioma
Los pasaportes japoneses están completamente impresos en japonés e inglés, excepto por la nota de precaución que se encuentra al final del pasaporte (por ejemplo, en la página 51 del pasaporte biométrico ordinario de diez años), que solo está impreso en japonés . Esta nota contiene información sobre lo que el portador debe saber al encontrarse con diversas situaciones en un país extranjero. 
El apellido, el nombre de pila y otras menciones personalizadas (como domicilio registrado) solo se indican en letras mayúsculas latinas. Los nombres japoneses se transcriben en principio de acuerdo con el sistema de romanización Hepburn, pero se admiten excepciones en ciertos casos, especialmente cuando el nombre es la transcripción katakana de un nombre extranjero (cónyuge japonés o hijo japonés de un extranjero), en cuyo caso la ortografía original del nombre en el alfabeto latino puede usarse, solo si presenta el documento oficial con la ortografía original emitida por el gobierno (pasaporte de cónyuge o padre, etc.) 
La firma puede estar escrita en cualquier idioma y en cualquier ortografía que el individuo desee.

## Requisitos de visa

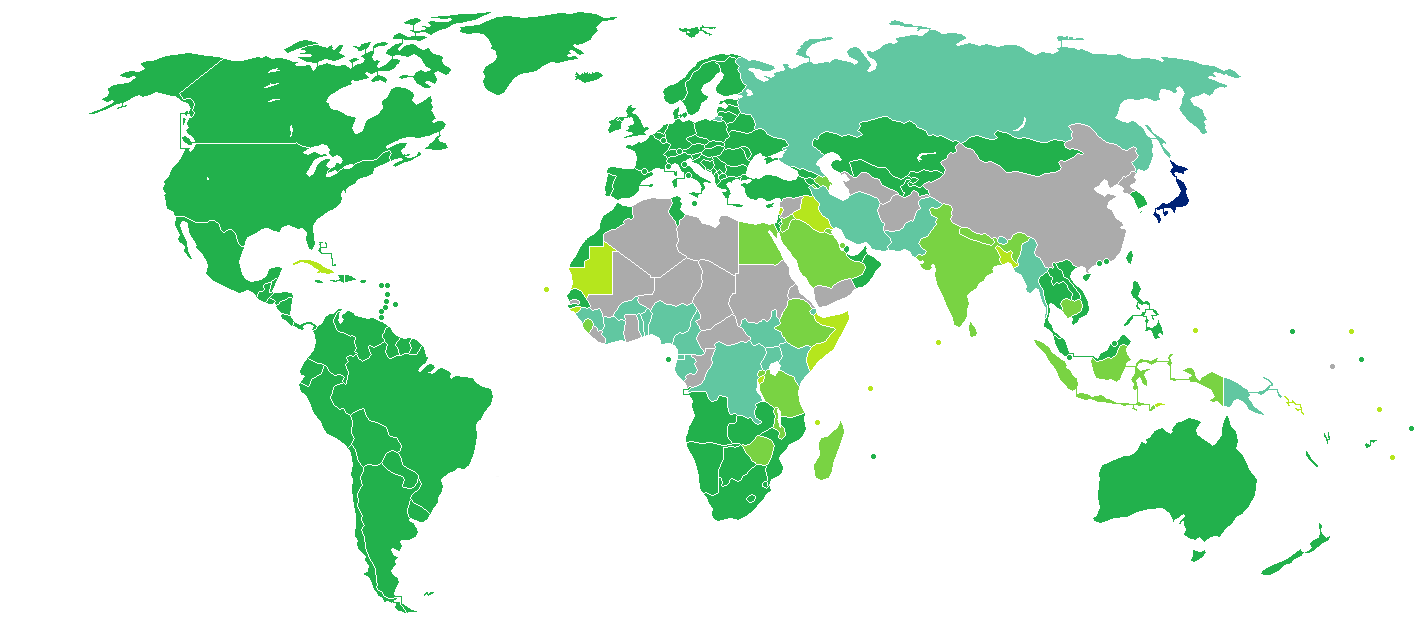
Países y territorios con entradas sin visa o visas a la llegada para titulares de pasaportes japoneses regulares.

Los requisitos de visa para ciudadanos japoneses son restricciones administrativas de entrada por parte de las autoridades de otros estados que se imponen a ciudadanos de Japón. A partir del 2 de julio de 2019, los ciudadanos japoneses tenían acceso sin visa o con visa a la llegada a 190 países y territorios, clasificando el pasaporte japonés como el pasaporte más fuerte del mundo en términos de libertad de viaje junto con Singapur según el Índice de pasaportes de Henley. Además, el Índice de pasaportes de Arton Capital clasificó el pasaporte japonés en el cuarto lugar del mundo en términos de libertad de viaje, con un puntaje de 164 sin visa (vinculado con pasaportes belgas, franceses, griegos, irlandeses, malteses, noruegos y estadounidenses), a partir de 28 de marzo de 2019.
A partir de octubre de 2018, los pasaportes de Japón, Brunéi, Singapur y San Marino son los únicos que permiten la entrada sin visa o la autorización de viaje electrónica a las cuatro economías más grandes del mundo, a saber, China, India, la Unión Europea y los Estados Unidos.

## Galería de pasaportes japoneses

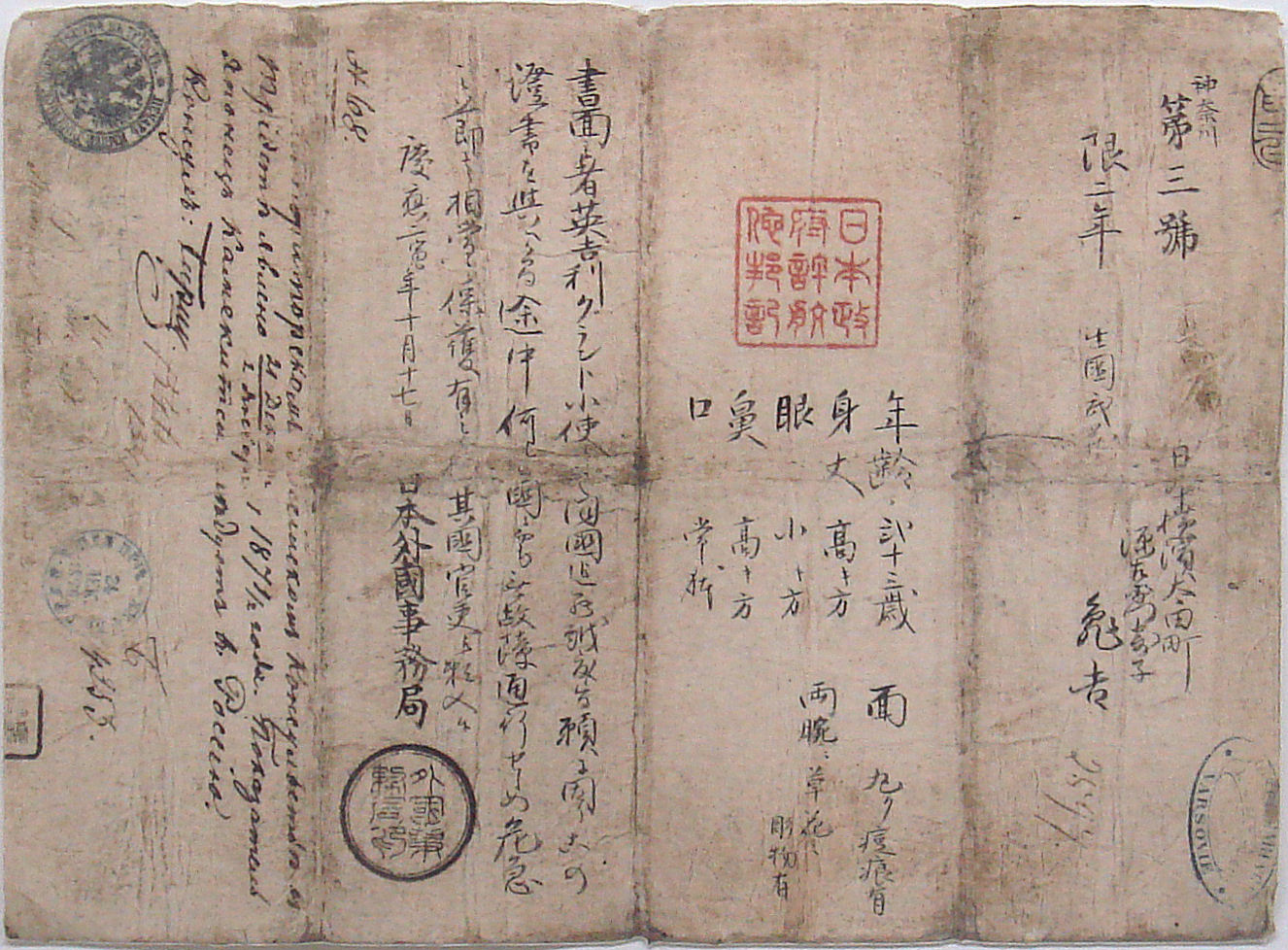
Primer pasaporte japonés, emitido en 1866.
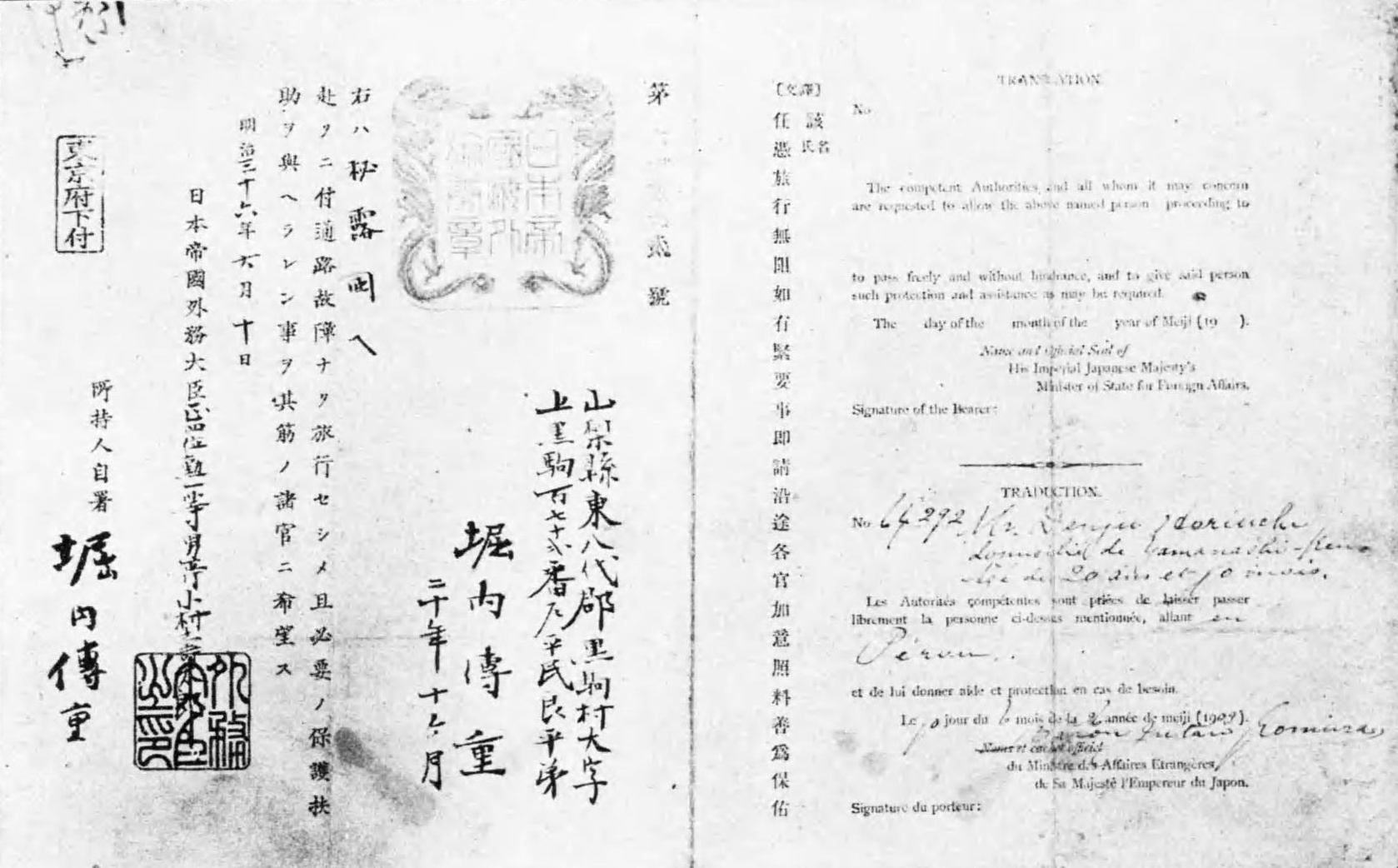
Pasaporte japonés emitido a Denjū Horiuchi en 1903.
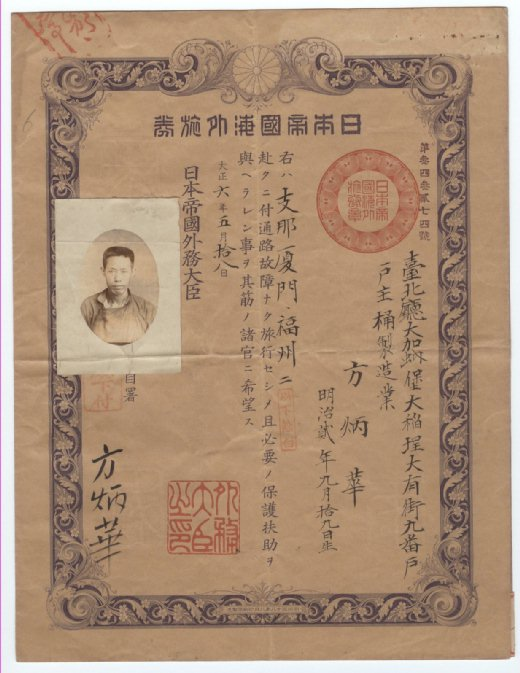
Pasaporte imperial japonés de ultramar expedido en Taiwán en 1917.
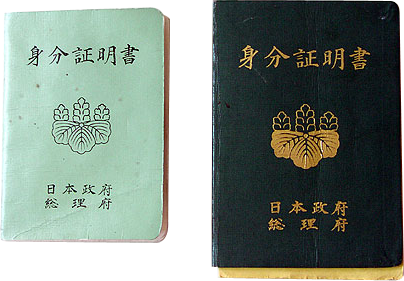
Pasaportes restringidos para pasajeros que viajan entre Japón continental y Okinawa durante 1952-1972.
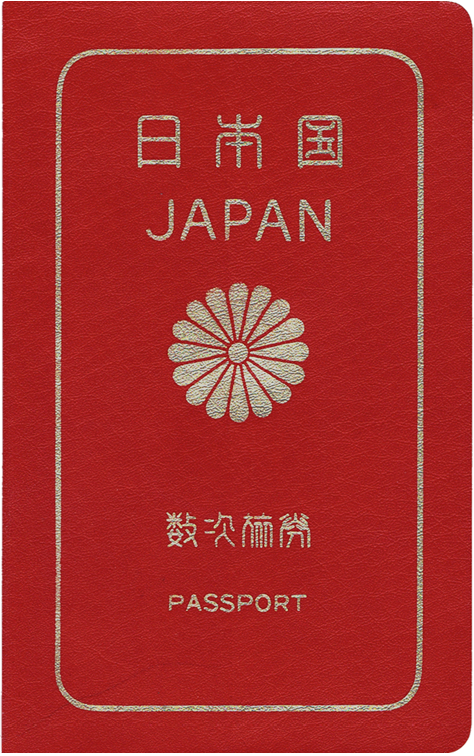
Portada de un pasaporte japonés no legible por máquina emitido en la década de 1980.
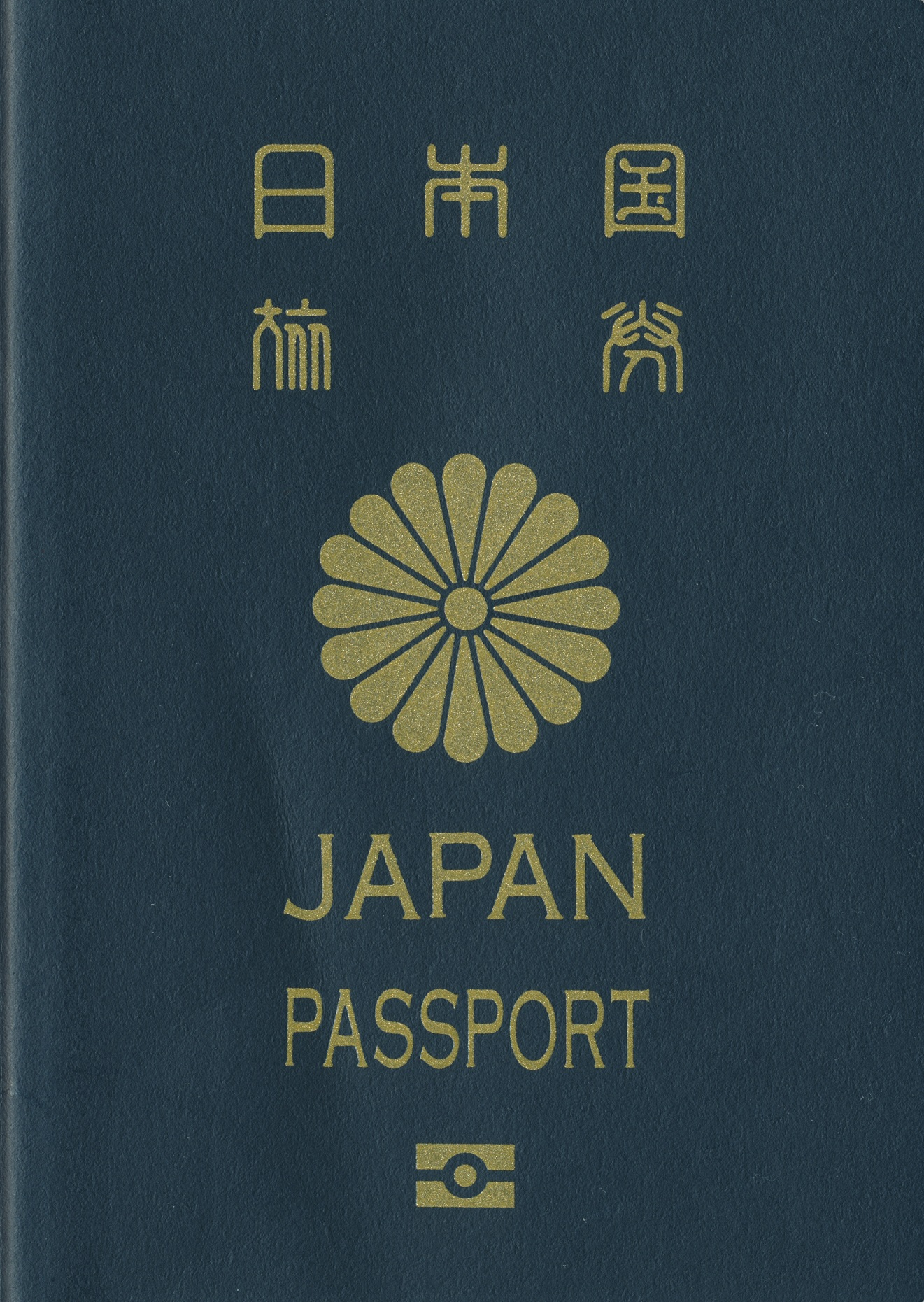
5 años de validez del pasaporte electrónico japonés.
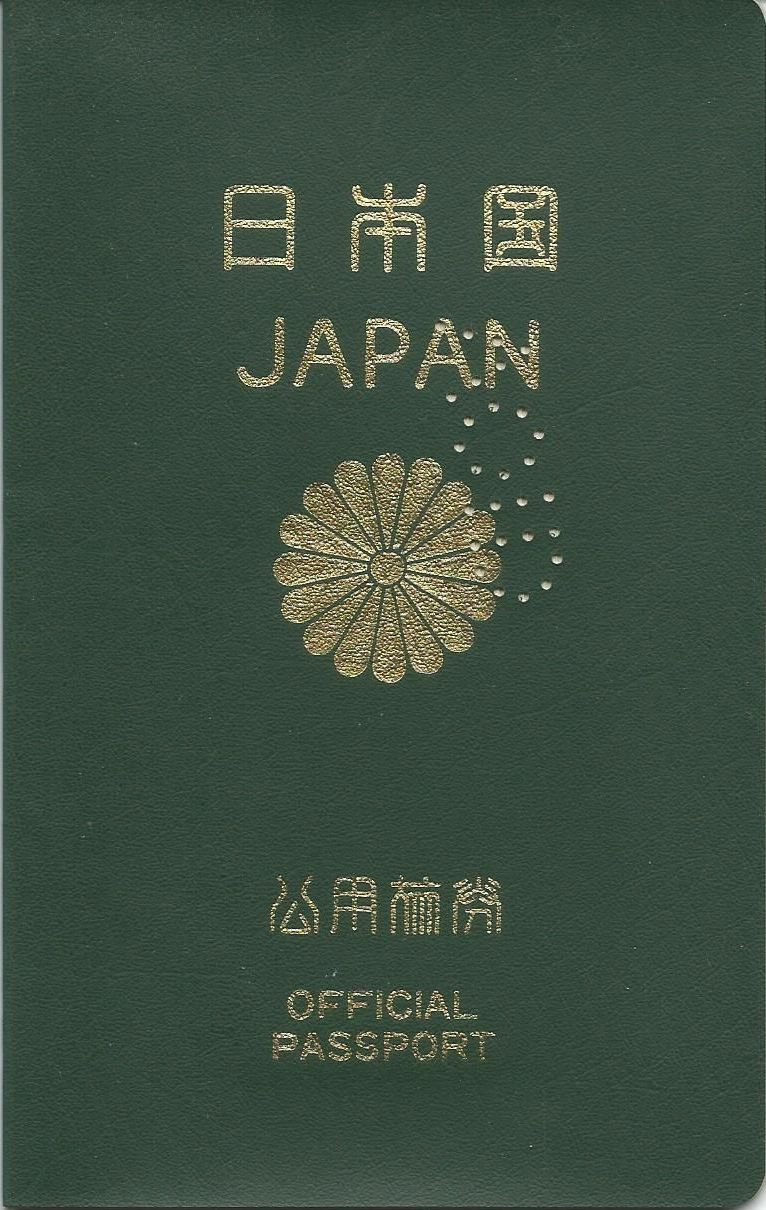
Pasaporte oficial japonés
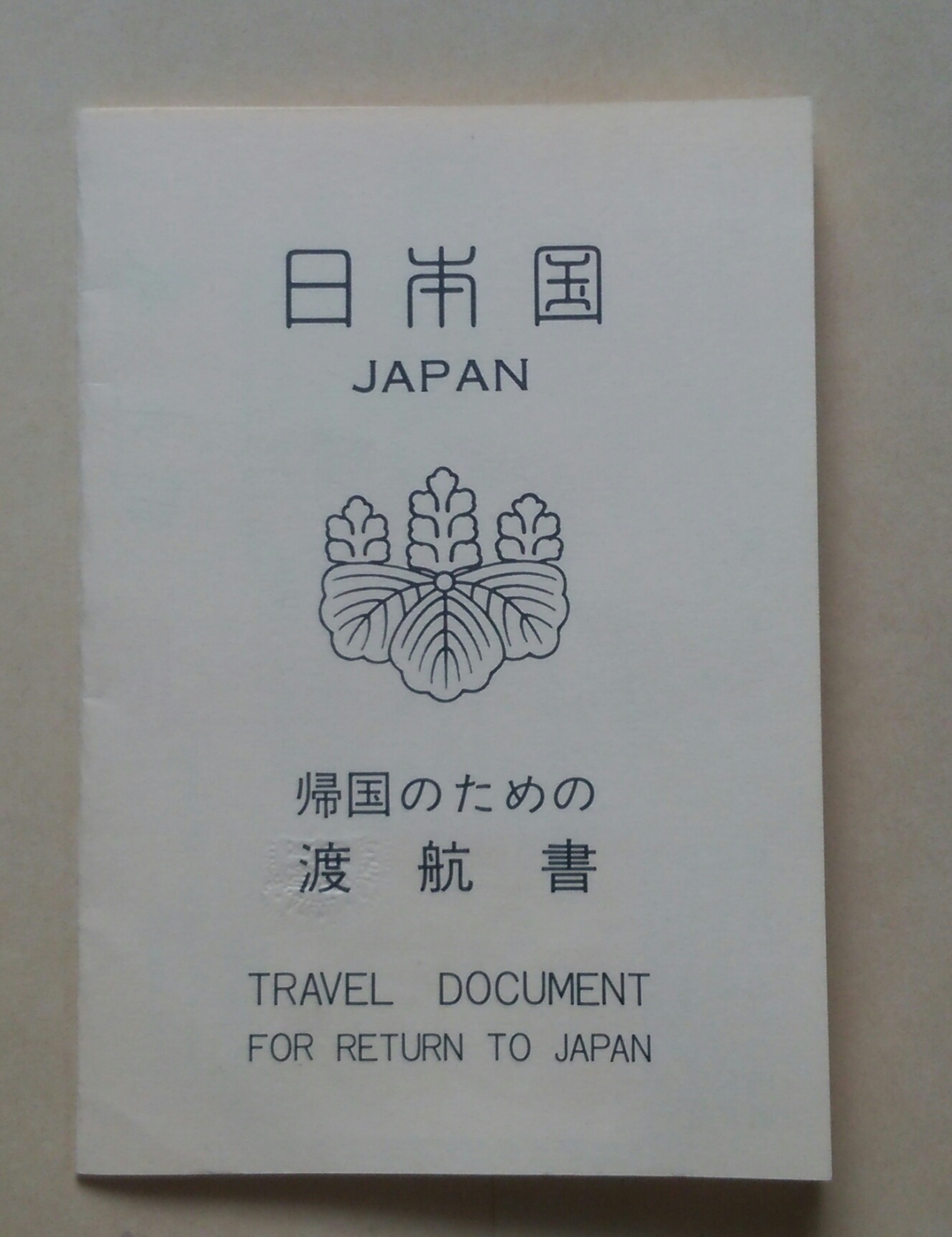
Documento de viaje para el regreso a Japón.